# Taharka
Taharka ali Taharko (hebrejsko תִּרְהָקָה, sodobno hebrejsko Tirhaka, tibersko Tirehākā, Maneton: Tarakos, Strabon: Tearco) je bil faraon Petindvajsete egipčanske dinastije in kralj Kraljestva Kuš,  ki je vladal od leta 690 do  664  pr. n. št., * ni znano, † 664 pr. n. št.

## Zgodnje življenje
Taharka je bil sin Pije, nubijskega kralja Napate, ki je osvojil cel Egipt. Bil je tudi nečak in naslednik faraona Šabake.  Pijevi in Šabakovi vojni pohodi so utrli pot uspešnemu Taharkovemu vladanju.

## Dolžina vladanja
Dolžino Taharkovega vladanje dokazuje napis na steli v serapeumu. Napis pravi, da je bil bik Apis rojen in bil nameščen v 26. letu Taharkovega vladanja, da je umrl  v 20. letu  vladanja Psametika I. in da je živel 21 let. To pomeni, da je Taharka vladal malo več kot 26 let od leta 690 do 664 pr. n. št.

## Nezakonit prihod na prestol
Taharka izrecno trdi (stela Kawa V, vrstica 15), da je na prestol prišel po smrti svojega predhodnika »…ko je sokol odletel v nebo«. V preteklosti je veljalo, da je bil njegov predhodnik Šabataka, kasneje pa se je izkazalo, da je to bil Šabaka. Z omembo Šabatake je Taharka poskušal  legitimirati svoj prihod na oblast. Taharka ni nikoli izrecno  omenil niti tega, koga je poosebljal sokol, niti tega, da je kdaj vladal Šabataka, morda zato, ker ga je na nezakonit način odstavil.

## Vladanje
Taharkova vladavina je bila polna kofliktov z Asirci in hkrati cvetoče renesančno obdobje tako Egipta kot Kuša. Takarka se je približno pri dvajsetih letih udeležil zgodovinske bitke z asirskim kraljem Sanheribom pri Eltekehu. Po pisanju hebrejske Biblije je egipčansko-kušitska vojska na Ezekijevo prošnjo odbila napad Asircev na Jeruzalem. Kralj Sanherib je po izgubi 185.000 mož (po Bibliji) nazadnje opustil načrt za obleganje Jeruzalema in se umaknil. 
Moč Taharkove vojske, ki se je izkazala predvsem v bitki pri Eltekehu, je privedla v  obdobje miru in razcveta v Egiptu. V šestem letu Taharkovega vladanja je k razcvetu pripomoglo tudi obilno  deževje in temu primerno obilna žetev. Taharka je izkoristil obilje in obnovil več templjev in zgradil nekaj novih in zgradil največjo piramido v Napati. Še posebej impresivni so njegove dozidave v templju v Karnaku, nov tempelj v Kavi in tempelj v Džebel Barkalu.

## Asirski napadi na Egipt
Med Taharkovim vladanjem je Asirija zadnjič napadla Egipt. Asirski kralj Asarhadon je izvedel več pohodov proti Taharki, kar je dokumentirano na več spomenikih. Njegov prvi napad leta 677 pr. n. št., ki je bil namenjen umirjanju arabskih plemen okoli Mrtvega morja, ga je pripeljal do Egipčanskega potoka, se pravi do Nila. Naslednji napad se je zgodil v 17. letu Taharkovega vladanja po Asarhadonovem zatrtju upora v Aškelonu. Taharka je tokrat porazil Asirce. Tri leta kasneje (671 pr. n. št.) je asirski kralj osvojil in izropal Memfis in ujel več članov kraljeve družine. Taharka je pobegnil na jug, Asarhadon pa je reorganiziral politične strukture na severu in za kralja v Saisu imenoval Neka I. Po Asarhadonovi vrnitvi v Asirijo je ob egipčanski in asirski Spominski steli  v Nahr el-Kalbu postavil svojo stelo. Stelo zmage je postavil v Samalu (Zincirli Höyük – Okovana gomila, pri Gazintepu, Turčija),  na kateri je prikazan v Taharkov sin v okovih. 
Po Asahadonovem odhodu odhodu se je Taharka začel vtikati v notranje zadeve Spodnjega Egipta in spodbudil več uporov. Asarhadon je nameraval posredovati, vendar je na poti v Egipt umrl. Nasledil ga je sin Asurbanipal, ki je napadel Egipt, porazil Taharko in ga prisilil na beg v Tebe.

## Smrt
Taharka je umrl v Tebah leta 664 pr. n. št. Pokopan je v Nuriju v Severnem Sudanu.  Za svojega naslednika je imenoval Šabakovega sina Tantamanija.

## Opisi
Starogrški zgodovinar Strabon je Taharko opisal kot vladarja, ki je »prodrl do Evrope« in (navaja Megastena) do Herkulovih stebrov (Gibraltar).
V Bibliji je opisan kot rešitelj izraelskega ljudstva med Sanheribovim obleganjem Jeruzalema (Izaija 37:8-9, 2 Kralji 19:8-9).

## Galerija
- Utež iz serpentinita s Taharkovim napisom, morda iz Nesafta; Petriejev muzej egipčanske arheologija, London
- Taharka ponuja vrča z vinom sokolu-bogu Hemenu
- Taharka kot sfinga
- Taharka
- Taharka s kraljico Takahatamun,  Džebel Barkal
- Ušabti faraona Taharke
- Kapela Taharke in Šepenvepet
- Taharka pred bogom Amonom, Džebel Barkal, tempelj B300
- Taharka s svoje materjo, kraljico Abar, Džebel Barkal, soba C